# Überblendung (Filmprojektion)

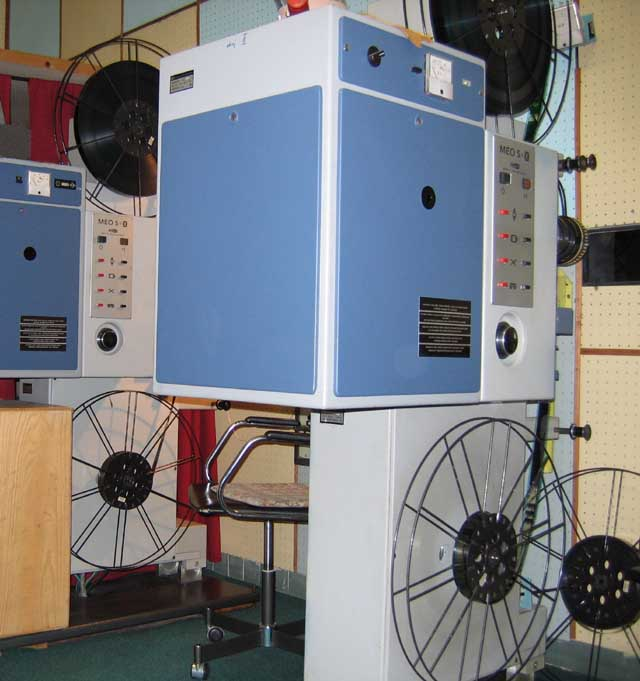
Für den Überblendbetrieb vorbereitete Projektoren: auf einem ist (auf 1800-m-Spulen) die erste Hälfte des Films eingelegt, auf dem anderen die zweite Hälfte

Unter einer Überblendung versteht man bei der Filmprojektion den für Zuschauer unsichtbaren Wechsel von einem Filmprojektor zum anderen.

## Hintergrund
Wenn ein Kino im so genannten Spulenbetrieb arbeitet, passt in der Regel nicht der ganze Film (ca. 2500 m für einen Film von 90 Minuten Laufzeit) auf eine Spule. Daher wird er in mehrere Akte aufgeteilt, wobei die einzelnen Aktrollen traditionell nur eine Länge von ca. 600 m (entspricht ca. 20 min. Laufzeit) haben. Aus diesem Grund ist in Kinos ohne Langlaufeinrichtungen ein zweiter Projektor nötig, um eine unterbrechungsfreie Vorstellung zu gewährleisten. 
Ein weiterer Grund für die Unterteilung eines Films in Akte ist etwa die früher begrenzte Brenndauer der in Projektoren verwendeten Kohlebogenlampen sowie die früher nicht vorhandene Möglichkeit, Spulen mit größerem Durchmesser (und damit größerem Gewicht) mit der erforderlichen aktiven (d. h. elektronisch geregelten) Steuerung zu betreiben (die mechanische Abwickelfriktion sowie die rein mechanische Rutschkupplung bei der Aufwicklung stoßen bei Aktlängen von 600 m an ihre Grenzen). Außerdem stehen praktische Gründe dem Transport eines Films von 90 Minuten Laufzeit auf einer einzigen Spule entgegen: die erforderlichen 2500 m entsprechen einem Spulendurchmesser von rund 70 cm, während fünf Akte zu je 600 m in einem Karton von ca. 42 × 42 × 21 cm versandt werden können.
Ein Akt dauert 15 bis 20 Minuten. Die Filmkopie besteht bei einem Spielfilm von 90 Minuten Laufzeit normalerweise aus fünf Akten (bei 110 Minuten aus etwa sieben Akten), die im Bildwerferraum auf dem Umrolltisch auf zwei Spulen verteilt werden, sofern das Koppeln der Filmakte erlaubt ist (dies ist nicht der Fall bei Archiv- und anderen wertvollen Kopien). Darf die Kopie nicht gekoppelt werden, so muss sie aktweise vorgeführt werden, was eine entsprechende Zahl von Überblendungen bedeutet.
Die Überblendung von einem Projektor zum anderen sollte für den Zuschauer nicht sichtbar sein. Heutzutage wird meistens mit Großspulen (1800–2000 m) gearbeitet, so dass nur noch eine Überblendung notwendig ist. Eine Ausnahme bildet der Betrieb mit Projektoren, die eine 5000-m-Spule fassen können, also quasi mit einer Langlaufeinrichtung kombiniert sind.

## Vorbereitung
Für die Überblendung ist es wichtig, dass jeweils an den zur Überblendung vorgesehenen Akt-Enden korrekte Start- bzw. Endbänder vorhanden sind. Sind diese beispielsweise für eine frühere Vorführung mit Langlaufeinrichtung abgetrennt worden und beim Entkoppeln nicht wieder angeklebt worden, so muss dies nachgeholt werden.
Liegt der Film nun auf mehreren Spulen vor, wird auf einem Projektor zunächst die erste Spule (mit bis zu vier Akten) eingelegt und vorgeführt. Während der Projektion wird auf der zweiten Maschine die zweite Filmrolle (also die Spule mit dem/den folgenden Akten des Films) eingelegt, und zwar genau so, dass sieben Sekunden später das erste Filmbild im Bildfenster zu sehen sein wird. Vor dem Einlegen des Startbandes werden die sieben Sekunden zum Bildbeginn markiert. Der Film wird eingefädelt und so lange manuell transportiert, bis das markierte Bild im Bildfenster steht. Nun ist der zweite Projektor bereit für die Überblendung. Besteht der Film aus mehr als zwei Filmspulen, so ist dies mit jeder weiteren Spule abwechselnd auf den Filmprojektoren zu wiederholen. Während sich die erste Filmspule auf dem ersten Projektor dem Ende nähert, muss der Vorführer die rechte obere Ecke des Filmbildes auf der Leinwand im Auge behalten.
Das Aktende des Films wird durch das Überblendungszeichen markiert, das in Form von Kreisen, Punkten, Dreiecken oder Quadraten kurz in der oberen rechten Bildecke auf der Leinwand erscheint. Die Position der Überblendungszeichen ist international festgelegt: Das erste Zeichen (Startzeichen oder Achtungzeichen) liegt 193 bis 196 Bilder (entspricht acht Sekunden bei einer Filmgeschwindigkeit von 24 Bildern pro Sekunde) vor dem Endband, das zweite Zeichen (Überblendzeichen) liegt 22 bis 25 Bilder (rund eine Sekunde) vor dem Endband (Maße nach DIN). Verpasst der Vorführer das erste Überblendungszeichen, so wird die Überblendung missglücken. Damit das Überblendungszeichen für das geschulte Auge sichtbar bleibt, hat es eine Länge von vier aufeinanderfolgenden Bildern (1/6 Sekunde, länger als ein Augenzwinkern). Das Zeichen muss sich in jedem Bild in Bezug auf das gesamte Filmbild an derselben Stelle befinden. Früher wurden die Überblendungszeichen vom Verleih bzw. einer Filmprüferei mit einer Lochzange gestanzt. Auch kommen in die fotografische Schicht eingeritzte Überblendungszeichen vor.
Sollte sich ein Überblendungszeichen nicht mehr an der richtigen Stelle befinden (z. B. durch mechanische Kürzung des Filmstreifens), so muss man bei der Vorbereitung neue, korrekt abgezählte Überblendungszeichen setzen. Dies geschieht mit einem (roten) Fettstift in Form von diskreten kurzen horizontalen Strichen, kleinen Punkten oder kleinen Kreuzen, und zwar immer so, dass sie bei der Projektion in der oberen rechten Bildecke für das geschulte Auge zu sehen sind. Beim Setzen eines Überblendungszeichens ist sowohl die Vorführ-Bildgröße (Aspect-Ratio der Bildfenstermaske) zu berücksichtigen als auch die Sichtbarkeit der Überblendungszeichen. Auf sehr dunklem Hintergrund oder bei "wilden" Bildern mit viel Bewegung und vielen Linien sind sie schlechter zu erkennen. Diese "handgemachten" Überblendungszeichen müssen stets auf der Trägerseite des Films angebracht werden, um die Fotoemulsion nicht zu beschädigen. Nach der letzten Vorstellung sollten die handgemachten Zeichen beim Entkoppeln der Filmkopie mit einem weichen Tuch wieder entfernt werden.
Eine weitere technische Voraussetzung für eine gelungene und für das Publikum „unsichtbare“ Überblendung ist die Übereinstimmung der Schärfe des zweiten Projektors sowie seine Bildhelligkeit und Lichtfarbe mit jener des ersten Projektors. Außerdem muss der Bildstrich des Startbandes überprüft, und beim Einfädeln richtig eingestellt werden, sowie die Lautstärke beim zweiten Projektor genauso eingepegelt sein wie beim ersten.

## Vorgang

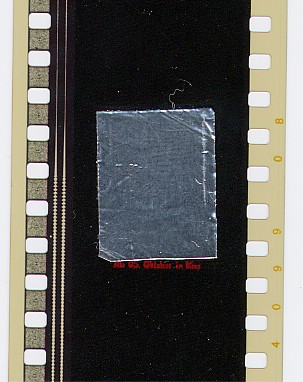
35-mm-Film mit aufgeklebter Alufolie zum Weiterschalten der Matrix

Wenn das erste Zeichen (Startzeichen/Achtungzeichen) erscheint, wird sofort der Motor des zweiten Projektors eingeschaltet. Sofern die Projektionslampe nicht bereits eingeschaltet ist, wird auch diese nun gezündet. Erscheint das zweite Zeichen (Überblendungszeichen), so hat der Filmvorführer noch etwa eine Sekunde Zeit, um Schauspieler aussprechen lassen und die Tonumschaltung zu vollziehen sowie am zweiten Projektor die Bildklappe (eine lichtundurchlässige Klappe im Strahlengang) zu öffnen. 
Sobald auf den zweiten Projektor umgeschaltet ist und dieser projiziert, wird beim ersten Projektor die Bildklappe geschlossen, damit dessen noch laufende Projektionsbilder nicht mehr zur Leinwand gelangen. Wenn Bild und Ton nun ausschließlich vom zweiten Projektor in den Kinosaal gelangen, so ist die Überblendung geglückt. Im besten Fall gelingt die Überblendung, ohne dass die Zuschauer das Umschalten bemerken.
Es besteht die Möglichkeit, den Vorgang zu automatisieren, beispielsweise mithilfe eines Matrixautomaten. Hierbei leiten auf den Film geklebte Alufolien (siehe Bild) oder Strichcode-Aufkleber am Ende des auslaufenden Aktes die Überblendung ein.